# Join Inn
Albums de Ash Ra Tempel
Seven Up
(1972) Starring Rosi
(1973)
Join Inn est le quatrième album de Ash Ra Tempel. Classé dans le genre du krautrock, il a été enregistré au Studio Dierks par Dieter Dierks pendant des pauses durant les sessions de l'album Tarot de Walter Wegmüller. Il a été publié au départ comme 33 tours par Ohr à Berlin, sous le numéro de catalogue OMM 556032. Chaque face du disque comporte un seul long morceau.
Join Inn marque la fin de la collaboration avec Klaus Schulze. Avec Ash Ra Tempel, le premier album du groupe, il est considéré comme un des disques phares du mouvement krautrock.

## Liste des pistes
Toutes les morceaux sont composés par Manuel Göttsching, Harmut Enke et Klaus Schulze.
1. Freak'n'roll – 19:15
2. Jenseits – 24:18

## Personnel
- Harmut Enke – basse
- Manuel Göttsching – guitare
- Rosi Müller – chant (créditée comme « Rosi »)
- Klaus Schulze – batterie, orgue, « synthi A »